# Влияние пандемии COVID-19 на образование

Страны, закрывшие школы на карантин из-за пандемии COVID-19, по состоянию на 30 сентября 2020 года
Школы работают
Школы закрыты в некоторых регионах
Закрыты школы по всей стране

Пандемия коронавирусной инфекции COVID-19 затронула системы образования во всём мире, что привело к массовому закрытию школ и вузов. По состоянию на 20 марта 2020 года правительства в 135 странах объявили или осуществили закрытие школ, в том числе 124 страны закрыли школы по всей стране и 11 стран закрыли школы только в некоторых регионах. Закрытие школ по всей стране затронуло более 1,254 миллиарда учащихся во всём мире (72,9 % учащихся в мире), в то время как закрытие школ в некоторых регионах затронуло более 283 миллионов учащихся. Ранее, 10 марта, из-за закрытия школ и университетов в связи с распространением COVID-19 каждый пятый ученик в мире не посещал школу.
Закрытию на карантин подверглись и университеты по всему миру. Почти все университеты России перешли на дистанционное обучение с 16 марта 2020 года. С 23 марта все школы России закрываются на карантин.
Усилия по пресечению распространения COVID-19 с помощью немедикаментозных вмешательств и профилактических мер, таких как социальное дистанцирование и самоизоляция, привели к повсеместному закрытию начальных и средних школ, а также средних школ, включая колледжи и университеты, по крайней мере в 61 стране.

## Закрытие школ
Большинство подтверждённых пациентов с COVID-19 были взрослыми. Предварительные данные могут указывать на то, что дети менее восприимчивы к вирусу, однако предполагается, что дети могут распространять вирус. Закрытие школ, как правило, считается эффективным способом замедления распространения болезней, однако для чёткой оценки воздействия требуется больше данных. В некоторых случаях закрытие школ считается неэффективным, если оно осуществляется слишком поздно. Поскольку закрытие учебных заведений, как правило, происходит одновременно с другими мерами, такими как запреты на публичные собрания, трудно оценить конкретное влияние закрытия школ, ССУЗов и ВУЗов.
Закрытие школ оказывает существенное негативное влияние на семьи с низкими доходами, которые не имеют доступа к технологиям, Интернету, питательным продуктам и услугам по уходу за детьми, а также на учащихся с ограниченными возможностями.
7 мая 2020 года опубликован опрос ФОМ, согласно которому 86 % российских родителей негативно оценили опыт школьного онлайн-образования.